# Нови Зеланд на Светском првенству у атлетици на отвореном 2019.
Нови Зеланд је на 17. Светском првенству у атлетици на отвореном 2019. одржаном у Дохи од 27. септембра до 6. октобра учествовао седамнаести пут, односно учествовао је на свим светским првенствима одржаним до данас. Репрезентацију Новог Зеланда представљало је 13 атлетичара (7 мушкараца и 6 жена), који су се такмичили у 13 дисциплина (5 мушких и 8 женских).,
На овом првенству Нови Зеланд је по броју освојених медаља делио 32. место са једном бронзаном медаљом . У табели успешности према броју и пласману такмичара који су учествовали у финалним такмичењима (првих 8 такмичара) Нови Зеланд је са 2 учесника у финалу делио 42. место са 8 бодова.
| Плас. | Земља       | 1. место | 2. место | 3. место | 4. место | 5. место | 6. место | 7. место | 8. место | Бр. финал. | Бод. |
| ----- | ----------- | -------- | -------- | -------- | -------- | -------- | -------- | -------- | -------- | ---------- | ---- |
| =42.  | Нови Зеланд | 0        | 0        | 1        | 0        | 0        | 0        | 1        | 0        | 2          | 8    |

## Учесници
| Мушкарци: - Едвард Осеj-Нкетија — 100 м - Малколм Хикс — Маратон - Каден Шилдс — Маратон - Квентин Рев — ходање 50 км - Хамиш Кер — Скок увис - Томас Волш — Бацање кугле - Џеко Гил — Бацање кугле | Жене: - Зое Хобс — 100 м, 200 м - Камил Бушомб — 5.000 м, 10.000 м - Портиа Бинг — 400 м препоне - Алана Барбер — ходање 20 км - Мадисон-Ли Веше — Бацање кугле - Џулија Ратклиф — Бацање кладива |  |

## Освајачи медаља (1)

### бронза (1)
- Томас Волш — Бацање кугле

## Резултати

### Мушкарци
| Атлетичар           | Дисциплина   | Лични рекорд | Предтакмичење | Предтакмичење | Квалификације    | Квалификације | Полуфинале           | Полуфинале           | Финале               | Финале       | Детаљи |
| Атлетичар           | Дисциплина   | Лични рекорд | Резултат      | Место         | Резултат         | Место         | Резултат             | Место                | Резултат             | Место        | Детаљи |
| ------------------- | ------------ | ------------ | ------------- | ------------- | ---------------- | ------------- | -------------------- | -------------------- | -------------------- | ------------ | ------ |
| Едвард Осеj-Нкетија | 100 м        | 10,19        | Слободан      | Слободан      | 10,24 (.231)     | 5. у гр. 2    | Није се квалификовао | Није се квалификовао | Није се квалификовао | 26 / 65 (68) |        |
| Малколм Хикс        | Маратон      | 2:13:51      |               |               |                  |               |                      |                      | 2:17:45              | 27 / 55 (73) |        |
| Каден Шилдс         | Маратон      | 2:15:36      | 2:18:08       | 30 / 55 (73)  |                  |               |                      |                      |                      |              |        |
| Квентин Рев         | 50 км ходање | 3:46:29 НР   | 4:15:54       | 11 / 28 (46)  |                  |               |                      |                      |                      |              |        |
| Маршал Хол          | Скок увис    | 2,30         |               |               | 2,22             | 11. у гр. Б   |                      |                      | Није се квалификовао | 24 / 30 (31) |        |
| Томас Волш          | Бацање кугле | 22,67 НР     | 21,92 КВ      | 1. у гр. А    | 22,90 ОР, НР, ЛР |               |                      |                      |                      |              |        |
| Џеко Гил            | Бацање кугле | 21,47        | 21,12 КВ      | 2. у гр. Б    | 21,45            | 7 / 34 (35)   |                      |                      |                      |              |        |

### Жене
| Атлетичарка     | Дисциплина     | Лични рекорд | Квалификације    | Квалификације    | Полуфинале            | Полуфинале            | Финале                | Финале                | Детаљи |
| Атлетичарка     | Дисциплина     | Лични рекорд | Резултат         | Место            | Резултат              | Место                 | Резултат              | Место                 | Детаљи |
| --------------- | -------------- | ------------ | ---------------- | ---------------- | --------------------- | --------------------- | --------------------- | --------------------- | ------ |
| Зое Хобс        | 100 м          | 11,37        | 11,58            | 6. у гр. 5       | Није се квалификовала | Није се квалификовала | Није се квалификовала | 39 / 46 (47)          |        |
| Зое Хобс        | 200 м          | 23,19        | 23,94            | 4. у гр. 3       | Није се квалификовала | Није се квалификовала | Није се квалификовала | 42 / 43 (48)          |        |
| Камил Бушомб    | 5.000 м        | 15:19,81     | 15:02,19 КВ, ЛР  | 5. у гр. 1       |                       |                       | 14:58,59 ЛР           | 12 / 26 (29)          |        |
| Камил Бушомб    | 10.000 м       | 31:33,04     |                  |                  |                       |                       | 31:13,21 ЛР           | 12 / 20 (22)          |        |
| Портиа Бинг     | 400 м препоне  | 55,73 НР     | Дисквалификована | Дисквалификована | Није се квалификовала | Није се квалификовала | Није се квалификовала | Није се квалификовала |        |
| Анхела Кастро   | 20 км ходање   | 1:31:32 НР   |                  |                  |                       |                       | 1:40:59               | 27 / 39 (45)          |        |
| Мадисон-Ли Веше | Бацање кугле   | 18,32        | 17,22            | 5. у гр. А       |                       |                       | Нису се квалификовале | 25 / 27               |        |
| Џулија Ратклиф  | Бацање кладива | 71,39 НР     | 70,45            | 7. у гр. А       | 14 / 30               |                       | Нису се квалификовале |                       |        |